# Workin' on a Groovy Thing
Workin' on a Groovy Thing è un album di Mongo Santamaría, pubblicato dalla Columbia Records nel 1969.

## Tracce
Lato A
1. Workin' on a Groovy Thing – 3:17 (Neil Sedaka, Roger Atkins)
2. Spinning Wheel – 2:56 (David Clayton-Thomas)
3. Too Busy Thinking About My Baby – 2:27 (Janie Bradford, Norman Whitfield)
4. We Got Latin Soul – 3:02 (R.L. Christian)
5. Getting It Out of My System – 3:12 (Billy Jackson, Jimmy Wisner)
6. Proud Mary – 3:36 (John Fogerty)

Lato B
1. It's Your Thing – 2:56 (O. Isley, R. Isley, R. Isley)
2. My Cherie Amour – 3:08 (H. Cosby, S. Wonder, S. Moy)
3. Get Back – 2:53 (John Lennon, Paul McCartney)
4. Ain't That Peculiar – 2:46 (M. Tarplin, R. Rodgers, S. Robinson, W. Moore)
5. Twenty-Five Miles – 2:21 (E. Starr, H. Fuqua, J.W. Bristol)

## Musicisti
- Mongo Santamaría - congas, bongos
- Marty Sheller - arrangiamenti, conduttore musicale
- Rodgers Grant - pianoforte
- Art Kaplan - sassofono
- Charlie Owens - sassofono
- Joe Farrell - sassofono
- Sonny Fortune - sassofono
- Louis Gasca - tromba
- Ray Maldonado - tromba
- William Allen - basso
- Bernard Pretty Purdie - batteria
- Julito Collazo - percussioni
- "Chihuahua" Martinez - percussioni
- Steve Berrios - percussioni